# La gran aventura
La gran aventura es una película de Argentina filmada en Eastmancolor dirigida por Emilio Vieyra según el guion de Salvador Valverde Calvo que se estrenó el 23 de mayo de 1974 y que tuvo como actores principales a Ricardo Bauleo, Víctor Bó, Julio de Grazia, Graciela Alfano, Ignacio Quirós, Gilda Lousek y Juan José Camero. El futuro director de cine Juan Carlos Desanzo fue el director de fotografía.

## Sinopsis
Tres agentes se proponen desbaratar una banda de mafiosos y salvar a quien habían secuestrado.

## Reparto
Colaboraron en el filme los siguientes intérpretes:
- Ricardo Bauleo …Ricardo / Apolo
- Víctor Bó …Víctor / Centauro
- Julio De Grazia...Julio / Hércules
- Graciela Alfano ...Marisa
- Ignacio Quirós ...Hugo Ferrara
- Gilda Lousek ...Mónica
- Juan José Camero …Amadeo
- Guillermo Murray …El Jefe
- Jorge Martínez …Integrante de la banda de Ferrara
- Ricardo Lavié …Integrante de la banda de Ferrara
- Beto Gianola …Integrante de la banda de Ferrara
- Alberto Golán …Integrante de la banda de Ferrara
- Ricardo Golán …Integrante de la banda de Ferrara
- Noemí del Castillo …Cantante
- Rey Charol …Ruiz
- Stella Maris Lanzani …Angélica Robledo
- Florencio Alegre …Dr. Robledo
- María Fernanda …Ella misma
- Carlos Serafino …Conserje
- Gigí Ruá
- Liana Lagos
- María Estela Lorca …Secretaria de Ferrara
- Norberto Vieyra
- Arturo Noal
- Julieta Vertier
- Roberto Landers
- Juan Carlos Landers
- Leo Bonzi
- Dudy Sicorski
- Enrique Milio
- Enrique Nóbili
- Oscar Maril
- Emilio Vieyra …Cameo

## Comentarios
La Nación opinó:

” Un relato de acción y humor…correcta en general, la actuación de los actores. Lo mismo puede decirse de los demás aspectos del film.”

Clarín dijo:

”Al humor y ocurrencias del film, Vieyra sumó una dirección entusiasta y ágil.”

Manrupe y Portela escriben:

”La primera película de los Superagentes y un éxito sorpresa, luego explotado al máximo.”